# Piscine-patinoire La Fayette
 (avril 2025).
Motif : Absence de sources secondaires centrées de qualité
- Archive Wikiwix
- Bing
- Cairn
- DuckDuckGo
- E. Universalis
- Gallica
- Google
- G. Books
- G. News
- G. Scholar
- Persée
- Qwant
- (zh) Baidu
- (ru) Yandex
- (wd) trouver des œuvres sur Wikidata

| 1. | Préciser le motif de la pose du bandeau. | Précisez le motif de la pose du bandeau en utilisant la syntaxe suivante : {{admissibilité à vérifier\|date=avril 2025\|motif=remplacez ce texte par le motif}}                                   |
| 2. | Informer les utilisateurs concernés.     | Pensez à avertir le créateur de l'article, par exemple, en insérant le code ci-dessous sur sa page de discussion : {{subst:avertissement admissibilité à vérifier\|Piscine-patinoire La Fayette}} |

 (décembre 2017).
Si vous disposez d'ouvrages ou d'articles de référence ou si vous connaissez des sites web de qualité traitant du thème abordé ici, merci de compléter l'article en donnant les références utiles à sa vérifiabilité et en les liant à la section « Notes et références ».
La piscine-patinoire La Fayette est un ensemble sportif situé au 5, rue Louis Garnier, dans le quartier de Planoise à Besançon dans le Doubs.

## Description
L'ensemble de l'édifice a été bâti de 1993 à 1998 dans le secteur de Planoise, pour répondre aux besoins de loisirs de la population bisontine. Un restaurant est implanté au cœur même du bâtiment.

### Piscine
La piscine La Fayette fut construite de 1996 à 1998, et ouverte fin 1998. Elle comporte un grand bassin (50 mètres de longueur, 20 de largeur et de 1 à 3 mètres de profondeur), un petit bassin (1,5 m de profondeur maximum), un espace bain à remous (limité à 7 personnes toutes les 10 minutes), un grand toboggan, un solarium ainsi qu'un espace vert accolé au bâtiment. À noter que diverses activités peuvent être demandées (apprentissage de la nage, perfectionnement) et la piscine sert aussi durant les compétitions.

### Patinoire
La patinoire fut inaugurée en 1993, et comprend une grande patinoire (en forme ovale d'environ 1 600 m2) et une petite patinoire (environ 300 m2). La patinoire La Fayette accueille également les clubs sportifs et les événements liés à la glace (patinage artistique, hockey sur glace...).
La patinoire a accueilli plusieurs compétitions :
- les championnats de France 1995 de danse sur glace en novembre 1994
- les championnats de France 1998 de patinage artistique en décembre 1997
- la finale de la coupe de France de hockey sur glace 2001-2002 en février 2002
- les championnats de France 2006 de patinage artistique en décembre 2005